# Ceradenia tunquiniensis
Ceradenia tunquiniensis är en stensöteväxtart som beskrevs av M. Kessler och A. R. Sm. Ceradenia tunquiniensis ingår i släktet Ceradenia och familjen Polypodiaceae. Inga underarter finns listade.